# Lorenz Knorr
Lorenz Knorr (* 18. Juli 1921 in Eger, Tschechoslowakei; † 26. November 2018 in Frankfurt am Main) war ein deutscher sozialistischer Politiker (Deutsche Friedens-Union) und Journalist.

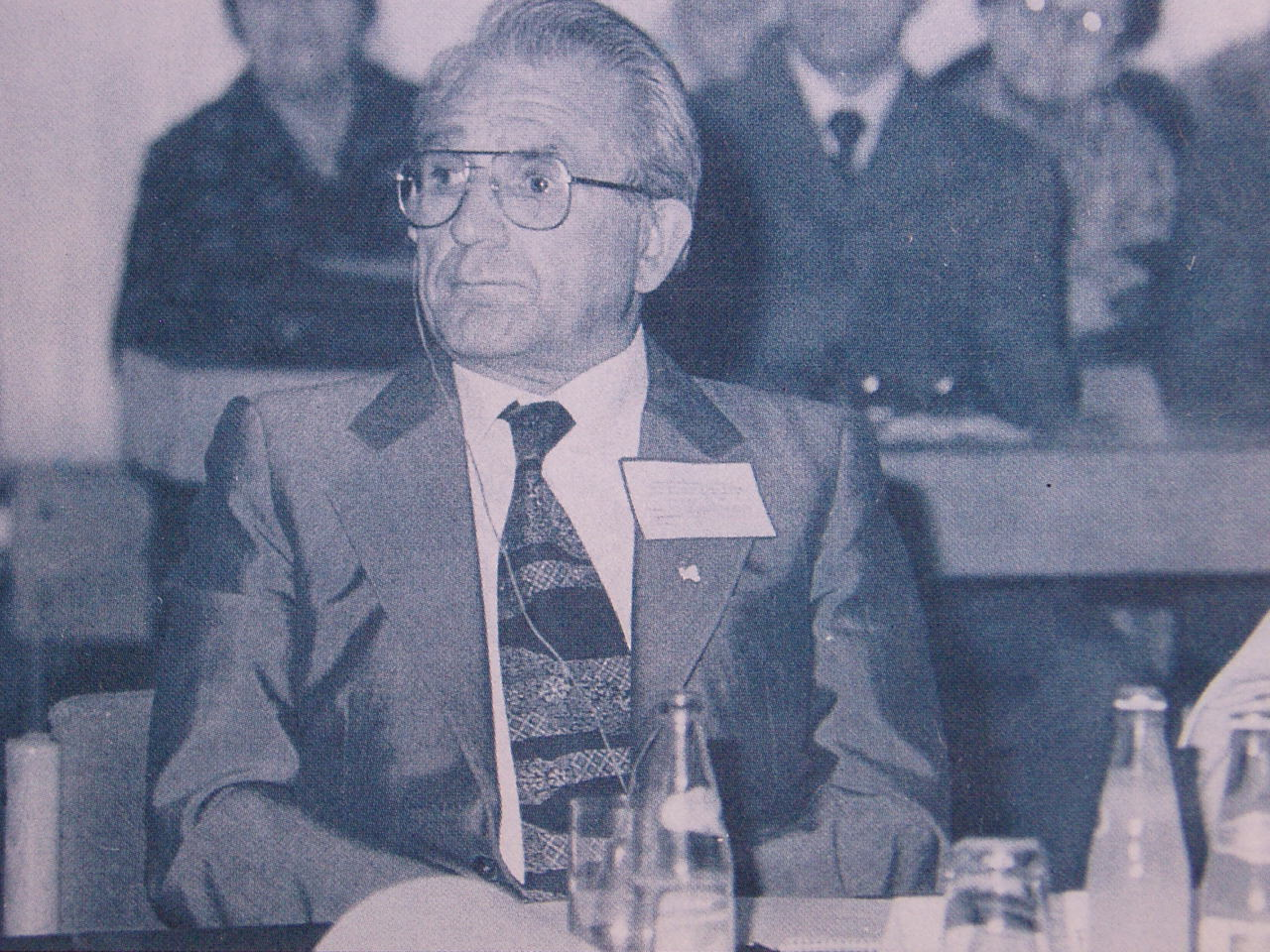
Lorenz Knorr (2006)

## Leben

### Widerstand gegen den Nationalsozialismus

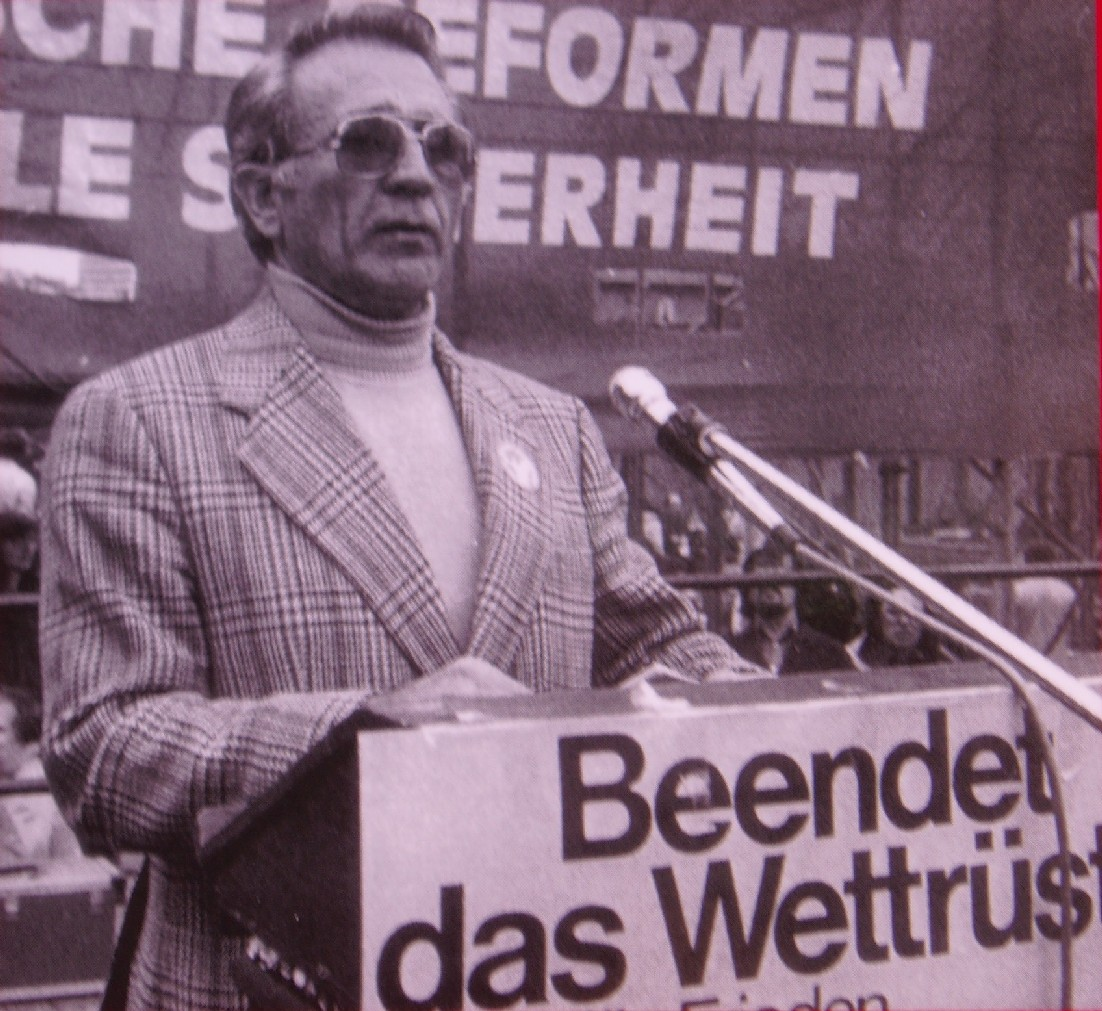
Lorenz Knorr (1978)

Knorr, der aus einer aktiv sozialdemokratischen Familie stammte, absolvierte eine Schriftsetzerlehre und war seit dem Jahr 1935 in der Gewerkschaftsjugend sowie in der Vereinigten Sozialistischen Jugend in Eger tätig. Vor dem Kriegsbeginn erfolgte eine Verhaftung wegen Widerstandstätigkeiten. Im Jahr 1940 wurde Knorr, der vor dem Zweiten Weltkrieg Mitglied der Sozialdemokratischen Partei der Tschechoslowakei war, zur Wehrmacht einberufen und unter anderem in Afrika eingesetzt. Er leistete während der Zeit des Nationalsozialismus Widerstand, durch Verbreitung von Informationen und Publikationen, Sabotageakten an Rüstungs- und Kriegstransporten und Sprengungen von Munitionslagern. Im Mai 1942 und im Herbst 1944 wurde er deshalb wegen „Wehrkraftzersetzung“ vor einem Kriegsgericht angeklagt und verurteilt.

### 1945 bis 1989
Nach britischer Kriegsgefangenschaft, in der er Aufklärung über die NS-Verbrechen leistete, stieg er vom Landessekretär der Sozialistischen Jugend Deutschlands – Die Falken (SJD) in Bayern 1947 zu deren Bundessekretär (1950 bis 1960) auf. In dieser Funktion amtierte er bis 1960 als Mitglied des jugend- und kulturpolitischen Ausschusses des Parteivorstands der SPD, als Chefredakteur der Jungen Gemeinschaft und als Redakteur der Monatszeitschrift Erziehung und Gesellschaft. Die SJD vertrat er zeitweilig in der UNESCO. Im Jahr 1960 protestierte er öffentlich gegen das Einschwenken der SPD auf den NATO-Kurs Adenauers und trat aus der Partei aus. Knorr gründete mit Karl Graf von Westphalen, Renate Riemeck und anderen die Deutsche Friedensunion (DFU), für die er auch bei der Bundestagswahl von 1961 kandidierte. Bis 1985 gehörte er dem Direktorium der DFU an. Nach Angaben des Bundesarchivs, das über die Akten der DFU verfügt, verließ Knorr im Juli dieses Jahres die DFU und trat der DKP bei. Als Autor war er unter anderem für den neuen Vorwärts, die Gewerkschaftlichen Monatshefte, die Deutsche Volkszeitung, die Marxistischen Blätter und die Blätter für deutsche und internationale Politik tätig. In den Jahren 1978 bis 1980 war er Leiter des Projekts Frieden und Abrüstung an der Universität Oldenburg. Von 1987 bis 1989 gehörte er dem Wissenschaftlichen Kuratorium des Zentrums für Marxistische Friedensforschung (ZMF) an, einer Nebenabteilung des DKP-eigenen Instituts für Marxistische Studien und Forschungen (IMSF). Zehn Jahre wirkte Lorenz Knorr als Vizepräsident des Internationalen Verbindungsforums der Friedenskräfte, Sitz Wien. Auf vielen Weltfriedenskongressen trug er die Positionen der deutschen Friedensbewegung vor.

### Prozess wegen Beleidigung ehemaliger Wehrmacht- und Bundeswehrgenerale
Im Jahr 1961 griff er auf einer öffentlichen Jugendveranstaltung die personelle Kontinuität von der Wehrmacht zur Bundeswehr an und bezeichnete diese als „Massenmörder“. Wegen „Beleidigung“ von ehemaligen Generälen der Wehrmacht (unter anderen Adolf Heusinger, Friedrich Foertsch, Hans Speidel), die nun in führender Position in der Bundeswehr tätig waren, sowie „Staatsgefährdung“ musste er sich mehreren Gerichtsverfahren stellen. Verteidigt wurde er dabei unter anderem von Heinrich Hannover und konnte sich auf internationale Unterstützung beispielsweise von Bertrand Russell, Linus Pauling, Arnold Zweig, Martin Niemöller oder Wolfgang Abendroth stützen. Ohne auf das vorgelegte Beweismaterial einzugehen, urteilte das Amtsgericht in Solingen, es handele sich bei dem Begriff „Massenmörder“ um ein beleidigendes Werturteil, demgegenüber ein Wahrheitsbeweis nicht zulässig sei, blieb aber mit einer Geldstrafe von 300 DM deutlich unter dem Antrag der Staatsanwaltschaft, die eine Freiheitsstrafe von drei Monaten ohne Bewährung forderte. 1974 wurde der Prozess „wegen geringer Schuld“ eingestellt. Ein parallel laufendes Verfahren wegen „Staatsgefährdung“ vor einer Sonderstrafkammer durchlief alle Instanzen und endete mit der Aufhebung des Urteils wegen „Staatsgefährdung“.

### Anzeige gegen die NS-Generäle Heusinger und Speidel
Im Juni 1965 erstattete Knorr Anzeige gegen die Bundeswehrgeneräle und ehemaligen NS-Generäle Adolf Heusinger und Hans Speidel wegen Anstiftung bzw. Beihilfe zum Mord. Knorr hatte eine Dokumentation mit dem Titel Die Schuld der Hitler-Generäle an den Kriegsverbrechen von 1939–1945 zusammengestellt. Sie enthielt Material, das zu einem Großteil dem Internationalen Militärgerichtshof in Nürnberg beim Nürnberger Prozess gegen die Hauptkriegsverbrecher vorgelegen hatte, darunter Urkunden aus den Akten des OKH, geheime Kommandosachen, Dienstanweisungen, Richtlinien, Meldungen usw., die eine Beteiligung der beiden Generäle an völkerrechtswidrigen Unternehmen und Angriffen, an Erschießungen von Zivilisten, Geiseln etc. belegten.
Die Staatsanwaltschaft stellte das Ermittlungsverfahren gegen die beiden Generäle ein. Eine Beschwerde Knorrs wies der Generalstaatsanwalt in Köln am 19. April 1971 zurück.

### Nach 1989
Knorr war von 1992 bis 1994 Bundessprecher der VVN-BdA. Im Jahr 2001 gehörte er zu den Gründungsmitgliedern des Internationalen Komitees für die Verteidigung von Slobodan Milošević, für dessen Freilassung er sich einsetzte. Er wirkte im Europäischen Friedens-Forum mit. Knorr veröffentlichte im DKP-Parteiorgan Unsere Zeit, in den Zeitungen ICARUS, Z. Zeitschrift Marxistische Erneuerung sowie in den Deutsch-Tschechischen Nachrichten. Seit 2008 reiste er durch Schulen – vor allem Gymnasien – und hielt dort Vorträge über seine Erlebnisse.
Lorenz Knorr starb im November 2018 im Alter von 97 Jahren.

## Auszeichnungen
Im Jahr 1992 erhielt Knorr die Johanna-Kirchner-Medaille der Stadt Frankfurt am Main, Im Jahr 2010 den „Menschenrechtspreis“ des Vereins Gesellschaft zum Schutz von Bürgerrecht und Menschenwürde.

## Publikationen
- Die Bedeutung des Kampfes um Entspannung und Abrüstung für die Arbeiterbewegung der BRD. In: Frank Deppe, Willi Gerns,  Heinz Jung (Hrsg.): Marxismus und Arbeiterbewegung. Josef Schleifstein zum 65. Geburtstag. Verlag Marxistische Blätter, Frankfurt am Main 1980. ISBN 3-88012-605-4, S. 326–339.
- Kriegsursachen und friedliche Konfliktregelung. In: Frieden schaffen ohne Waffen. Für nichtmilitärische Konfliktlösungen in und durch Europa. Beiträge zum Fünften Dresdner Friedenssymposium am 15. Februar 1997. (Hrsg.) Dresdener Studiengemeinschaft Sicherheitspolitik (DSS) e. V.: DSS-Arbeitspapiere, Dresden 1997, Heft 34, S. 45–52. urn:nbn:de:bsz:14-qucosa2-340449
- Triebkräfte von militarisierter Politik und Superrüstung. In: Warum Umrüstung statt Abrüstung in Europa? Für welchen Frieden, für welchen Krieg und um welchen Preis? Beiträge zum 6. Dresdner Friedenssymposium am 14. Februar 1998. (Hrsg.) Dresdener Studiengemeinschaft Sicherheitspolitik (DSS) e. V.: DSS-Arbeitspapiere, Dresden 1998, Heft 40, S. 48–56.
- Rechtsextremismus in der Bundeswehr. Deutsches Militär von Massenmördern geprägt? VAS-Verlag, Frankfurt 1998, ISBN 3-88864-265-5.
- Potentielle Kriegsursachen im 21. Jahrhundert. In: Krieg im 21. Jahrhundert? Neue Herausforderungen für die Friedensbewegung. Beiträge zum 7. Dresdner Friedenssymposium am 13. Februar 1999. (Hrsg.) Dresdener Studiengemeinschaft Sicherheitspolitik (DSS) e. V.: DSS-Arbeitspapiere, Dresden 1999, Heft 46, S. 52–58.
- Primat des Militärischen contra Volks Souveränität. In: Frieden und Krieg an der Schwelle zu einem neuen Jahrtausend. Beiträge zum 8. Dresdner Friedenssymposium am 12. Februar 2000. (Hrsg.) Dresdener Studiengemeinschaft Sicherheitspolitik (DSS) e. V.: DSS-Arbeitspapiere, Dresden 2000, Heft 53, S. 43–56.
- Deregulierung und künftiger Weltfrieden. In: Chancen und Hindernisse auf dem Weg zu einer globalen Friedensordnung. Beiträge zum 5. Dresdner Friedenssymposium „Für eine globale Friedensordnung“ am 18. November 2000. (Hrsg.) Dresdener Studiengemeinschaft Sicherheitspolitik (DSS) e. V.: DSS-Arbeitspapiere, Dresden 2001, Heft 57, S. 34–42.
- Sozialdarwinismus contra Kultur des Friedens. In: Ideen im Kampf um eine friedliche Welt. Beiträge zum 6. Dresdner Symposium Für eine globale Friedensordnung am 24. November 2001. (Hrsg.) Dresdener Studiengemeinschaft Sicherheitspolitik (DSS) e. V.: DSS-Arbeitspapiere, Dresden 2002, Heft 60, S. 19–28.
- Zur Multifunktionalität des derzeitigen US-Krieges. In: Gegen Terror(ismus) und Krieg. Für gemeinsame Sicherheit und eine gerechte Welt. Beiträge zum Zehnten Dresdner Friedenssymposium am 16. Februar 2002. (Hrsg.) Dresdener Studiengemeinschaft Sicherheitspolitik (DSS) e. V: DSS-Arbeitspapiere, Dresden 2002, Heft 61, S. 35–44. urn:nbn:de:bsz:14-qucosa2-340191
- Kontinuitäten des Rechtsextremismus. Ein Streifzug durch die deutsche Geschichte. VAS-Verlag, Frankfurt 2002, ISBN 3-88864-355-4.
- Alternativen zur ’Neuen Weltkriegsordnung’ erforderlich. In: Gewaltfrieden nach dem Willen der einzigen Weltmacht? Wege aus der Gefahr. Beiträge zum 11. Dresdner Friedenssymposium am 22. Februar 2003. (Hrsg.) Dresdener Studiengemeinschaft Sicherheitspolitik (DSS) e. V.: DSS-Arbeitspapiere, Dresden 2003, Heft 65, S. 72–79.
- Partner und Rivalen. USA und EU in der Krise. VAS-Verlag, Frankfurt 2005, ISBN 3-88864-399-6.
- Geistige Erneuerung der SPD? Ein Versuch in den 50er Jahren des 20. Jahrhunderts. Ein Zeitzeugenbericht. Koch, Rostock 2005, ISBN 3-938686-20-0.
- Antifaschistischer Widerstand in West-Böhmen. Faschismus in Deutschland – Münchner Abkommen – Benes-Dekrete. Selbstverlag, Frankfurt am Main 2006.
- Aufklärung, Frieden, Antifaschismus. Ausgewählte Reden und Schriften. Hrsg. v. Lorenz Gösta Beutin, PapyRossa-Verlag, Köln 2006, ISBN 3-89438-356-9.
- Ursachen und Folgen der sozialen Misere in Deutschland. Selbstverlag Lorenz Knorr, Frankfurt am Main 2007.
- Gegen Hitler und Henlein. Antifaschistischer Widerstand unter den Sudeten und in der Wehrmacht. PapyRossa-Verlag, Köln 2008, ISBN 978-3-89438-390-9.
- Generäle vor Gericht – Oder: Darf man Nazi-Militärs als Massenmörder bezeichnen? PapyRossa-Verlag, Köln, 2011, ISBN 978-3-89438-460-9.